# Мензура (фехтування)
Мензура (від лат. Mensura — міра), також Академічне фехтування — традиційний вид фехтування, що поширений у студентських спілках Німеччини, Австрії, Швейцарії, Бельгії, а також у Польщі та країнах Балтії.

## Історія
Починаючи з Іспанії в кінці 15 століття, дуельський меч (рапіє) став регулярною частиною одягу дворян по всій Європі. У Священній Римській імперії це стало звичайним і серед студентів. Свити та бої були регулярними заняттями студентів у німецькомовних районах протягом раннього сучасного періоду. Відповідно до розвитку аристократії та військових, в академічному середовищі були введені регульовані поєдинки. Основою цього було переконання, що бути студентом означало бути чимось відмінним від решти населення. Студенти носили спеціальний одяг, розробили спеціальні види гулянь, співали студентські пісні та боролися з поєдинками, іноді спонтанно (так звані Ренконтре, французька "зустріч" або "бойо"), іноді згідно з суворими правилами під назвою коментар (французька "як").  Використовувана зброя була такою ж, як і ті, що працюють у цивільному поєдинку, спочатку були рапіром, а згодом і множинним (судом мечем, одягненим мечем, французьким l'épée de cour, німецьким костюмедегеном, galanteriedegen), який був сприйнятий як частина сукні і завжди під рукою, як бічна рука.  
Студентське життя було досить небезпечним у ці роки, особливо в 16 та 17 століттях під час реформаційних війн та тридцяти років війни (1618–1648), коли була вбита основна частина населення Німеччини. Громадське життя було жорстоким, а студенти, що вбивають один одного на вулиці, не було рідкістю.  
Основним кроком до цивілізації було введення "регульованого" поєдинку, з яких перші записи існують з 17 століття. Бійка не була вирішена на місці, але був призначений час та місце розташування та переговори проводили чиновники. Так званий Картеллтрігер зробив домовленості, а "другий" представляв інтереси винищувача під час поєдинку і навіть міг надавати фізичний захист від незаконних дій. Було присутній свого роду арбітра для прийняття рішень, і врешті -решт практика наявності лікаря -відвідувача стала нормальною, щоб надати медичній допомозі у разі травми.   